# オオヤマネコ属
オオヤマネコ属（オオヤマネコぞく(大山猫属)、Lynx）は、食肉目ネコ科に分類される属。欧米での呼び方をそのまま用いて、リンクスと称することもある。

## 特徴
体長85-115センチ。尾は短い。アメリカに生息するカナダオオヤマネコは平均12キロ、ユーラシアに生息するオオヤマネコは平均22キロと体のサイズに開きがある。北米・ヨーロッパ・アジア北部に生息する。雪の上でも楽にジャンプできるため、行動範囲が広く１晩で40km移動することもある。カナダオオヤマネコは主にネズミやリス、昆虫、鳥、ウサギを捕食し、大柄なオオヤマネコはこれらに加えシカなどの大きな獲物も狙うことがある。天敵はピューマやオオカミ、クズリ等。

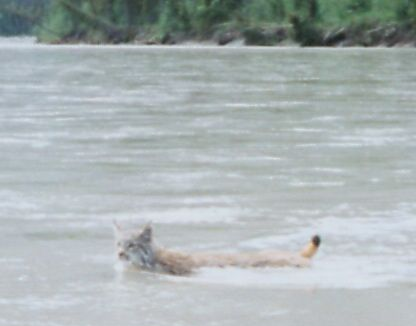
ノースウエスト準州のノース・ナハニ川を泳ぐリンクス

## 分類
以下の分類・英名はMSW3に、和名は成島(1991)と伊澤(1992)に従う。
- L. canadensis カナダオオヤマネコ Canadian lynx
- L. lynx オオヤマネコ Eurasian lynx
- L. pardinus スペインオオヤマネコ Iberian lynx
- L. rufus ボブキャット Bobcat

かつてカラカルを含めることもあったが、形態情報や分子情報を用いた解析により否定されている。

## 進化
化石を含む骨の形態情報から推定されたLynx属の進化史は以下の通りである。鮮新世から更新世にかけてヨーロッパ南部に分布した絶滅種L. issiodorensis†が、現生全てのLynx属の祖先にあたると考えられる。アフリカからもこの種に相当するより古い（400万年前）化石が産出しており、オオヤマネコ属の起源と考えることもある。ヨーロッパ南部のL. issiodorensisはL. pardinusへ、アジアへ進出したものはL. lynxへ、さらに北米大陸に到達したものはボブキャット（L. rufus）へと進化した。L. lynxは時代が下り更新世になってから、ヨーロッパへ進出しL. pardinusと競合するようになり、また北米大陸に渡ってL. canadensisとなった。
しかしこれは分子情報に基づいて推定された系統関係（右図）とは合致しない。Lynx属の共通祖先から、まず鮮新世の320万年前にボブキャットが分かれ、更新世になって160万年前にL. canadensisが分かれ、120万年前にL. lynxとL. pardinusが分岐したと推定されている。また他属との系統関係から、Lynx属の共通祖先は北米大陸にいたと考えられる。

## 日本におけるオオヤマネコ
日本列島では、秋吉台の洞穴で旧石器時代（更新世）の化石骨が発見されているほか、縄文時代を通して北海道・本州・四国・九州の各島の遺跡で断片的であるが化石が発掘されている。オオヤマネコはユーラシア大陸におけるマンモス動物群の一要素として、最終氷期の最盛期にヘラジカやトナカイなどとともにおそらく北海道経由で日本列島に渡来したと考えられる。縄文時代の遺物の中には犬歯の歯根部への穿孔したものがあり、垂飾りに使われたと考えられている。つまり縄文人の狩猟対象動物として、食用にするのみならず勇敢さと狩猟技量の高いことなどを誇示する最良の動物であったと考えられる。その後、数千年前まで生息していた日本列島において絶滅した原因は不明である。

## 文化
オオヤマネコ／リンクス lynx の名は、「光」を意味するギリシャ語に由来し、照度の単位ルクス lux とも同根である。これは、オオヤマネコの眼がかすかな光でもよく見えることに由来するが、古代ローマでは観察眼の鋭さを「オオヤマネコの眼」と表現し、英語では、lynx-eyed 「オオヤマネコの眼をした」という表現で「眼の鋭い」ことを表す。古代から中世にかけて、どんなものでも見透かしてしまう超越的な視線の持ち主と考えられた「ボイオティアの大山猫（リンクス）」の名が、しばしば比喩として引かれた。
中世キリスト教では、明敏や明智を表すものとして、貴族の紋章にオオヤマネコを用いたものがある。17世紀に設けられた西洋星座のやまねこ座も、明るい星のない星域に「この星座を見るためには誰もがヤマネコのような目を必要とするから」という理由からオオヤマネコがイメージされている。また、1993年公開の映画山猫は眠らないはスナイパーである主人公をオオヤマネコに例えたものである。